# Sínodo Evangélico Nacional da Síria e do Líbano
O Sínodo Evangélica Nacional da Síria e do Líbano (SENSL), também conhecido com Igreja Presbiteriana da Síria e do Líbano é uma denominação reformada no Oriente Médio. É uma federação de congregações de língua árabe, que originaram no renascimento evangélica no século 19 que promoveu missões no então Império Turco Otomano. Essas igrejas adotada a teologia reformada e o sistema de governo presbiteriano.

## História

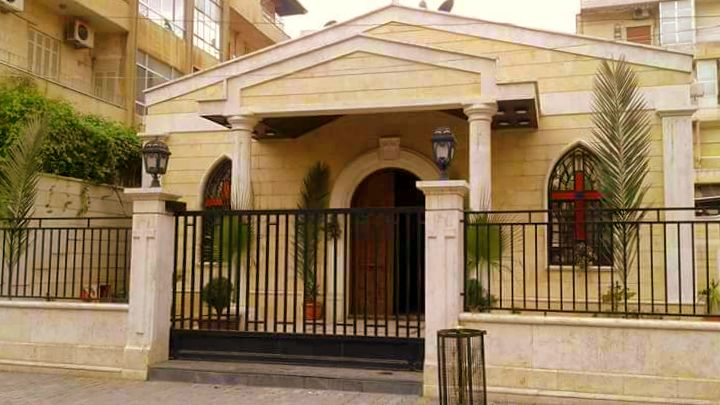
Igreja Presbiteriana Nacional de Alepo.

Missionário dos Estados Unidos, Dinamarca, Holanda, Irlanda, Escócia, França e Suíça começaram a trabalhar no Império Turco Otomano no século XIX. As missões presbiterianas norte-americanas iniciadas em 1823 se desenvolveram mais rápido e formaram diversas congregações na região do Líbano.
O Império Turco Otomano reconheceu o Protestantismo em 1848, a partir das as primeiras congregações fundadas em Beirute e Hasbaya próximo ao Monte Hermon. Posteriores, Congregações foram estabelecidos em outras grandes cidades do império. O Sínodo foi organizado em 1920 com vários presbitérios e a igreja continuou crescendo nas décadas seguintes.
Durante a guerra de independência do Líbano muitas igrejas foram danificadas e vários membros da igreja migraram para a América, Austrália e Escandinávia.

## Atualidade
O Sínodo e suas igrejas patrocinam oito escolas secundárias e várias escolas primárias com uma matrícula de cerca de 12.500 alunos de todas as origens religiosas. Ele também tem um hospital no Líbano e se junta com outros grupos em programas de serviço social. O Sínodo também patrocina a Escola de Teologia do Oriente Próximo e a Universidade Americana Libanesa, é membro e co-fundador da Sociedade de Igrejas Evangélicas do Oriente Médio, do Conselho de Igrejas do Oriente Médio e do Supremo Concílio  das Igrejas Protestantes na Síria e no Líbano.
A igreja administra cerca de 20 escolas e jardins de infância. Em 2004 tinha 8.000 membros. Outras estimativas indicam cerca de 20.000 membros atualmente.
O presidente do Nacional Evangélica Sínodo da Síria e do Líbano é o Reverendo Fadi Dagher.
Em 26 de fevereiro de 2012, a cidade de Homs, incluindo uma congregação do SENSL, foi atacado por um grupo armado, e o prédio da igreja e muitos aspectos da comunidade foram destruídos. Como resultado dos ataques neste dia, cerca de 50.000 cristãos de Homs foram deslocadas. Em 2013 o SENSL contratou um funcionário para coordenar e dirigir os esforços de ajuda do Sínodo. Estes esforços de socorro incluem o fornecimento de materiais para as famílias deslocadas, tais como alimentos, materiais de higiene, medicina e alugar assistência. A partir de 2015 o Sínodo coordenado e implementado em dois grandes projetos, incluindo o fornecimento de gás, eletricidade e água para as famílias. O segundo grande projeto implementado em 2015 foi o início da renovação de casas que foram destruídas em Homs, de modo que as famílias possam voltar para suas casas. Cerca de 44 casas em Homs iniciaram uma reforma a partir de 2016.
Vários membros da igreja migraram para o Brasil entre 2010 e 2015 por conta dos conflitos armados na região.
Em 2020, o Sínodo era formado por 41 igrejas, 20 na Síria e 21 no Líbano.

## Relações Inter eclesiásticas
O Sínodo Evangélico Nacional da Síria e do Líbano é um membro da Comunhão Mundial das Igrejas Reformadas, do Concílio Mundial de Igrejas e do Conselho de Igrejas do Oriente Médio.
O SENSL possui relações de parceria com a Igreja Presbiteriana (EUA) e com a Igreja da Escócia.
O Sínodo já tem contatos com a Agência Presbiteriana de Missões Transculturais da Igreja Presbiteriana do Brasil com quem busca parcerias nas áreas educacionais.
Vários refugiados sírios, membros do Sínodo Evangélico Nacional da Síria e do Líbano migraram para o Brasil de 2010 a 2015 por conta dos conflitos armados na região, muitos destes refugiados foram acolhidos pela Igreja Presbiteriana do Brasil.